# Chelonoidis darwini
La tortuga gigante de Santiago (Chelonoidis darwini) es una especie de tortuga de la familia Testudinidae, endémica de una de las islas que componen el archipiélago de las islas Galápagos, perteneciente a Ecuador. Integra el complejo de especies denominado: Complejo Chelonoidis nigra.   

## Distribución
Es una especie endémica del centro-oeste de la isla Santiago o San Salvador, en el archipiélago de las islas Galápagos. Esta isla posee una superficie de 585 km² y una altura máxima de 907 m s. n. m. Una numerosa población de cabras y cerdos salvajes han causado gran daño a la flora y fauna endémicas.   

## Taxonomía
Esta especie integra, junto a los otros taxones, el complejo Chelonoidis nigra el que incluye a todas las especies de tortugas nativas de las islas Galápagos. Anteriormente, este taxón y los demás del complejo, eran considerados subespecies de Chelonoidis nigra, pero nuevos estudios permitieron separarlos como especies plenas.

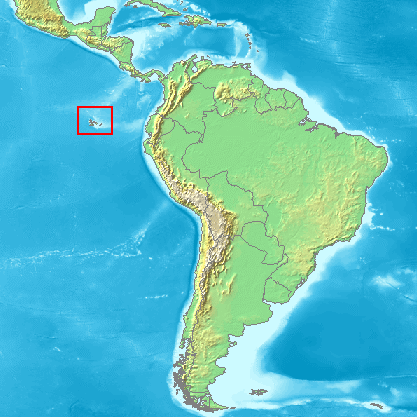
Ubicación del archipiélago de las Galápagos.

## Características
Tamaño: Las tortugas gigantes de Santiago son una de las especies más pequeñas de tortugas gigantes de Galápagos. Los machos adultos pueden medir hasta 1,2 metros de largo y pesar alrededor de 250 kilogramos, mientras que las hembras son ligeramente más pequeñas, midiendo alrededor de 90 centímetros de largo y pesando alrededor de 150 kilogramos.
Caparazón: El caparazón de la tortuga gigante de Santiago es alto y redondeado, con un color marrón oscuro. Tiene una forma de cúpula que le permite recoger sus extremidades y cabeza para protegerse de los depredadores. El caparazón también es grueso y pesado para soportar el peso de la tortuga.
Cabeza: La cabeza de la tortuga gigante de Santiago es grande y ancha, con una mandíbula fuerte y un pico córneo. Sus ojos son pequeños y redondos y están situados en la parte superior de la cabeza.
Patas: Las patas de la tortuga gigante de Santiago son cortas y fuertes, con dedos gruesos y garras afiladas. Están diseñadas para soportar el peso de la tortuga y para excavar agujeros para anidar.
Piel: La piel de la tortuga gigante de Santiago es gruesa y arrugada, con un color marrón oscuro. Está cubierta de escamas gruesas y duras que protegen su cuerpo de lesiones y daños.
En resumen, la tortuga gigante de Santiago tiene un caparazón alto y redondeado, una cabeza grande y ancha, patas cortas y fuertes, piel gruesa y arrugada y un tamaño relativamente pequeño en comparación con otras especies de tortugas gigantes de Galápagos.

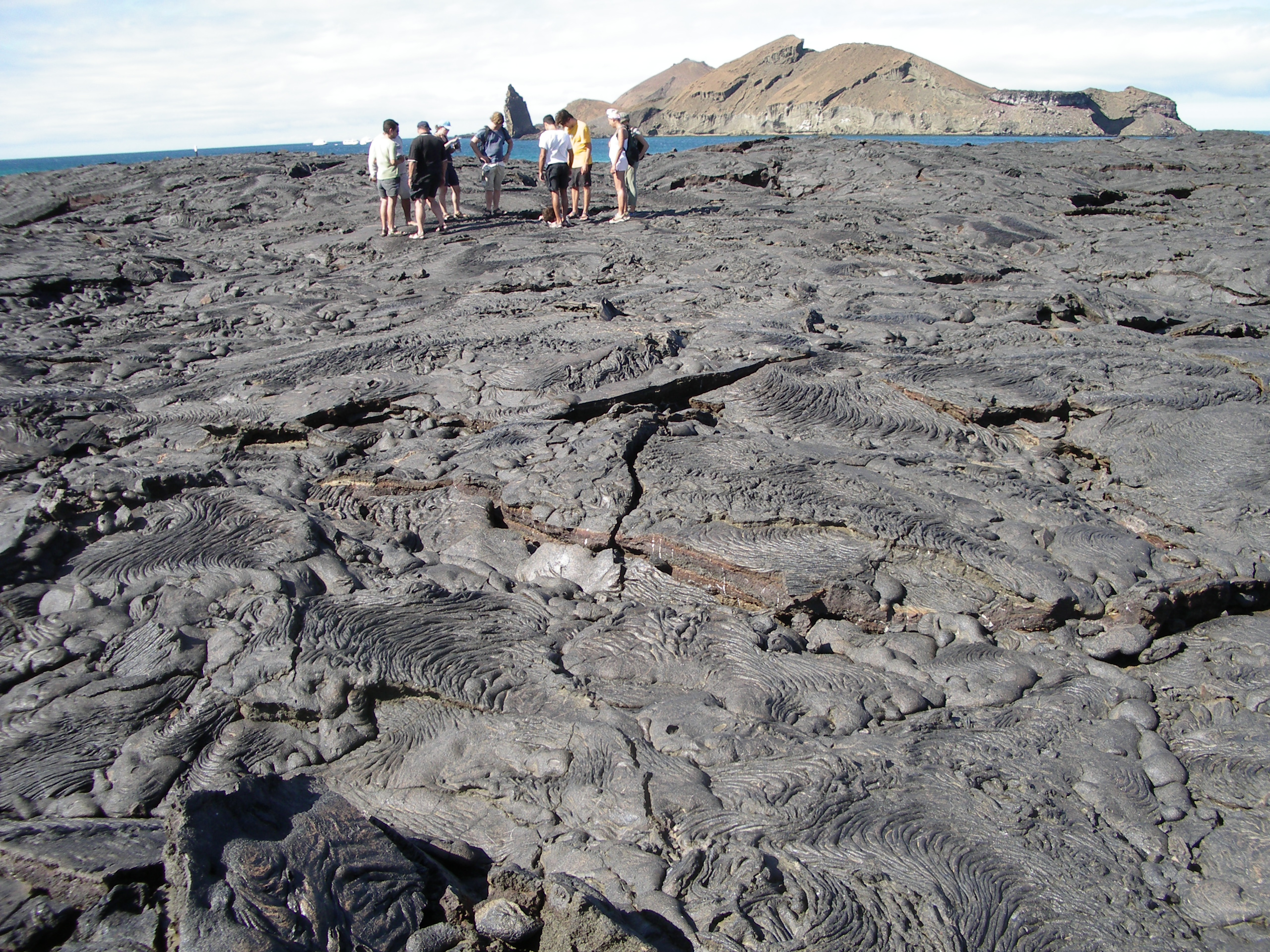
El hábitat de la especie.

## Alimentación
Se alimenta de frutos silvestres, gramíneas, y cactáceas.

## Reproducción
La mayoría de los nidos y las crías son destruidos por los jabalíes introducidos. Algunos nidos están protegidos ahora por los corales de lava y desde el año 1970 numerosos huevos han sido transportados a la estación científica Charles Darwin para su incubación y cría. Programas para la protección de nidos de los jabalíes han sido exitosos. 

## Publicación original
- Van Denburgh, 1907 : Expedition of the California Academy of Sciences to the Galapagos Islands, 1905–1906. I. Preliminary descriptions of four new races of gigantic land tortoises from the Galapagos Islands. Proceedings of the California Academy of Sciences, ser. 4, vol. 1, pág. 1–6.

## Etimología
El nombre de la especie fue dedicado al naturalista inglés Charles Darwin, quien hizo al archipiélago famoso en todo el mundo, pues sus observaciones en él fueron determinantes en la formulación de su teoría de la evolución por el proceso de selección natural de todas las especies de seres vivos.

## Población sobreviviente
La cantidad de ejemplares con que cuenta la especie es de 1.165 individuos, aunque el índice de masculinidad está fuertemente desequilibrado a favor de los machos. 

## Conservación
Para la IUCN es una especie «En Peligro». Las islas Galápagos fueron declaradas parque nacional en 1959, protegiendo así el 97,5 % de la superficie terrestre del archipiélago. El área restante es ocupada por asentamientos humanos que ya existían al tiempo de la declaratoria, los que poseen 25.000 habitantes. Un fuerte sesgo masculino en su población impide una recuperación rápida de la especie. Gran número de tortugas de esta especie fueron colectadas de la isla en el siglo XIX por los buques balleneros. Las cabras introducidas transformaron las tierras bajas costeras en desiertos, restringiendo a las tortugas remanentes hacia el interior.